# Amphiglossus decaryi
Espèce
Synonymes
- Scelotes decaryi Angel, 1930

Statut de conservation UICN

 EN B1ab(iii,v) : En danger
Amphiglossus decaryi est une espèce de sauriens de la famille des Scincidae.

## Répartition
Cette espèce est endémique de Madagascar.

## Étymologie
Cette espèce est nommée en l'honneur de Raymond Decary.

## Publication originale
- Angel, 1930 : Diagnoses d’espèces nouvelles de lézards de Madagascar, appartenant au genre Scelotes. Bulletin du Muséum national d'histoire naturelle de Paris, sér. 2, vol. 2, no 5, p. 506-509.